# جوآن روسازا
جوآن روسازا (به انگلیسی: Joan Rosazza) (زادهٔ ۱۹ مهٔ ۱۹۳۷) شناگر اهل ایالات متحده آمریکا است.